# 王晏球
王晏球（873年—932年），五代时后梁、后唐大将，字莹之，洛阳（今河南洛阳）人。唐末，王晏球年少时被叛军秦宗权所俘，在汴州被一杜姓人收为养子，故改姓杜。朱温镇宣武，被选从军。梁太祖即位，为右千牛卫将军。梁末帝时，迁龙骧四军指挥使，得知末帝死讯后于封丘投降后唐将领李从珂，被赐姓李，赐名李绍虔。后唐明宗时，请求恢复原名，获准，并復本姓王，拜归德军节度使。定州（今河北定县）王都叛，他以招讨使率军讨之，击败契丹援军，克定州，致使王都自焚而死。因以功拜天平军节度使，后加兼中书令。

## 外部參考
- . 城市学校网站.   [2025-04-12].